# Moränkornlöpare
Moränkornlöpare (Amara quenseli) är en skalbagge i familjen jordlöpare.
Det är en medelstor (6,4-8,8 millimeter) mörk art med svagt bronsskimmer, halssköldens sidor ljusare. Denna art föredrar sand eller grusmark i öppet läge, ungefär samma habitat som guldkornslöparen föredrar men den är ej lika allmän. Den finns spridd över större delen av Sverige. Dock med endast 15 observationer rapporterade på Artportalen för Skåne (januari 2010).